# Romana Ratkiewicz-Landowska
Romana Elżbieta Ratkiewicz-Landowska – polska astrofizyk, profesor doktor habilitowana nauk technicznych.  Zajmuje się oddziaływaniem wiatru słonecznego z lokalną materią międzygwiazdową. Specjalizuje się w modelach heliosfery. Profesor Centrum Badań Kosmicznych PAN (Pracownia Fizyki Układu Słonecznego i Astrofizyki). W latach 2012–2019 profesor w Instytucie Lotnictwa.

## Życiorys
Habilitowała się w 1993 w Instytucie Podstawowych Problemów Techniki PAN na podstawie rozprawy Magnetohydrodynamiczne modelowanie granicy heliosfery. Swoje prace publikowała m.in. w takich czasopismach jak: „The Astrophysical Journal”, „Astronomy and Astrophysics”, „Geophysical Research Letters” oraz „Advances in Space Research”.
W 2001 odznaczona Krzyżem Oficerskim Orderu Odrodzenia Polski "za wybitne zasługi dla nauki polskiej".